# No Nukes

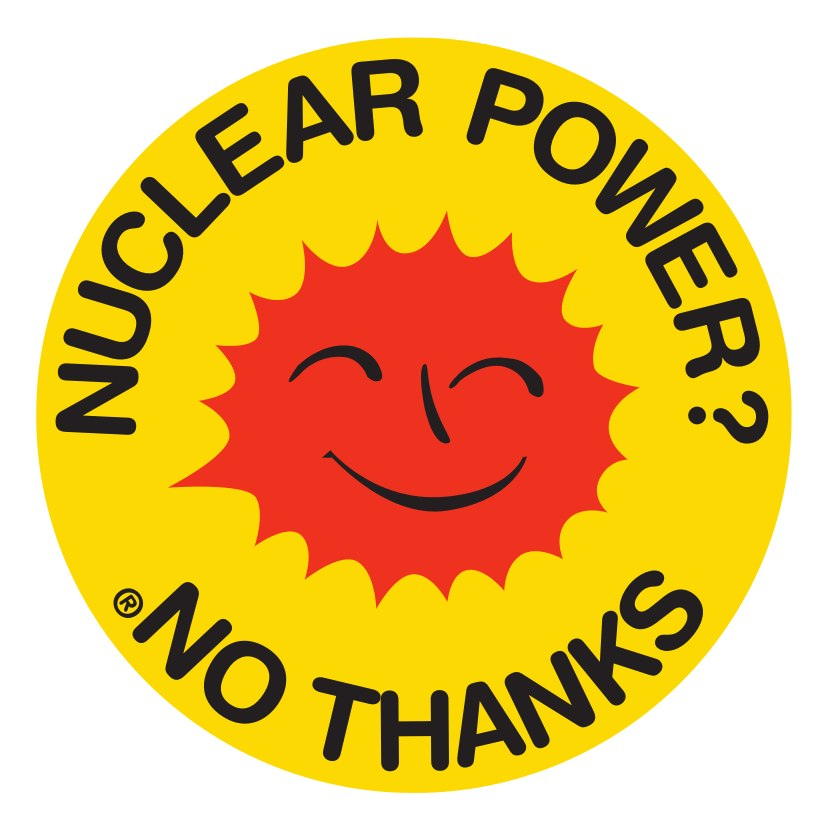
Nucléaire ? Non merci !

Musicians United for Safe Energy, ou MUSE, est un groupe militant fondé en 1979 par les musiciens Jackson Browne, Graham Nash, Bonnie Raitt et John Hall du groupe Orleans et le journaliste Harvey Wasserman.
Le groupe protestait contre l'utilisation de l'énergie nucléaire, notamment après l'accident de la centrale nucléaire de Three Mile Island en mars 1979.

## Les concerts
MUSE a organisé une série de 5 concerts, intitulés No Nukes au Madison Square Garden de New York en septembre 1979.  
Outre Jackson Browne, Crosby, Stills & Nash, John Hall et Bonnie Raitt, ont également participé aux concerts The Doobie Brothers, James Taylor, Carly Simon, Nicolette Larson,  Ry Cooder, Gil Scott-Heron, Jesse Colin Young, Chaka Khan, Poco, Tom Petty & The Heartbreakers, Bruce Springsteen et le E Street Band. 
Un triple album (réf. Asylum Records AS 62027) ainsi qu'un film, tous deux titrés No Nukes, sont parus en 1979.
Un concert figurant Jackson Browne et Crosby, Stills & Nash a également été filmé sur la plage de Ventura (Californie) mais il n'a pas été édité.

## Titres du triple album

### Face 1
1. "Dependin' on You" – The Doobie Brothers – 4:44
2. "Runaway" – Bonnie Raitt – 3:53
3. "Angel from Montgomery" – Bonnie Raitt – 3:48
4. "Plutonium is Forever" – John Hall – 3:22
5. "Power" – The Doobie Brothers with John Hall and James Taylor – 5:23

### Face 2
1. "The Times They Are A-Changin'" (Bob Dylan) – James Taylor, Carly Simon et Graham Nash – 3:00
2. "Cathedral" – Graham Nash – 6:03
3. "The Crow on the Cradle" – Jackson Browne et Graham Nash – 5:04
4. "Before the Deluge" – Jackson Browne – 6:27

### Face 3
1. "Lotta Love" (Neil Young) – Nicolette Larson and The Doobie Brothers – 3:33
2. "Little Sister" (Doc Pomus, Mort Shuman) – Ry Cooder – 3:56
3. "A Woman" – Sweet Honey in the Rock – 1:28
4. "We Almost Lost Detroit" – Gil Scott-Heron – 4:44
5. "Get Together" – Jesse Colin Young – 4:52

### Face 4
1. "You Can't Change That" – Raydio – 3:33
2. "Once You Get Started" – Chaka Khan – 5:10
3. "Captain Jim's Drunken Dream" – James Taylor – 4:19
4. "Honey Don't Leave L.A." – James Taylor – 3:45
5. "Mockingbird" – James Taylor et Carly Simon – 3:57

### Face 5
1. "Heart of the Night" – Poco – 6:09
2. "Cry to Me" – Tom Petty and the Heartbreakers – 3:30
3. "Stay" – Bruce Springsteen & The E Street Band avec Jackson Browne et Rosemary Butler – 4:14
4. "Devil with a Blue Dress Medley" : "Devil with a Blue Dress", "Good Golly, Miss Molly" (Robert Blackwell, John Marascalco), "Jenny Take a Ride" – Bruce Springsteen & The E Street Band – 4:49

### Face 6
1. "You Don't Have to Cry" – Crosby, Stills & Nash – 3:04
2. "Long Time Gone" – Crosby, Stills & Nash – 5:23
3. "Teach Your Children" – Crosby, Stills & Nash – 3:05
4. "Takin' It to the Streets" – The Doobie Brothers et James Taylor – 4:37

## Engagement politique
Depuis 1989, John Hall mène une carrière politique pour le Parti démocrate, parallèlement à sa carrière musicale.